# Hans Höger
Hans Höger (Stoccarda, 1960) è uno storico dell'arte e saggista tedesco.
Si è laureato con una tesi di dottorato (Ph.D.) all'Università di Bonn su "Continuità e metodo nell'opera di Ettore Sottsass". Oltre all'insegnamento lavora anche come consulente per progetti di design, architettura e comunicazione. Da diversi anni dedica particolare attenzione alla Design Research nell'ambito di progetti nazionali ed internazionali. 

## Biografia
Nel 1992 - dopo gli studi a Bonn, Tübingen, Perugia e Quimper - viene chiamato a dirigere il German Design Council a Francoforte sul Meno. In qualità di Commissario della Partecipazione Tedesca collabora nel 1996 con la Triennale di Milano. Nello stesso anno cura il convegno "Attitudes for the Next Millennium" nell'ambito della 46th International Design Conference di Aspen. 
Nel 1998, Hans Höger inizia un'ampia attività di consulenze nel campo di strategia & progetto per quanto riguarda il design, l'architettura e la comunicazione aziendale. Lavora - tra gli altri - per Michele De Lucchi, Ruedi Baur, la Siemens AG, la Olivetti S.p.A., l'Aeroporto di Colonia/Bonn e le Poste italiane.
Dal 2005 è professore associato alla Libera Università di Bolzano, dove insegna Teoria e Storia del Design e della Comunicazione. Come visiting professor e docente a contratto ha insegnato a Zurigo, Saarbrücken, Würzburg, Milano (Università Bocconi), New York (City College of New York)  e alla Kent State University (Ohio).
Nel 2007 è stato curatore del convegno internazionale Design Research: Strategy Setting to Face the Future a Bolzano. Nell'anno successivo, la Swiss National Science Foundation di Berna lo chiama nell'équipe dei suoi periti per la valutazione di progetti di ricerca. 
Nel 2009 viene chiamato nel Program Committee del convegno internazionale Multiple Ways to Design Research di Lugano. Nello stesso anno inizia la sua attività come membro dell'Advisory Board di IPPO (International Project Platform Offenbach).
Nel 2012, la Deutsche Forschungsgemeinschaft lo chiama nell'équipe dei suoi periti per la valutazione di progetti di ricerca.

## Pubblicazioni
- Design & Geschichte (insieme a Kerstin Stutterheim), collana 'querfeldein' vol. 2, Weimar 2009
- Design Research, Milano, Abitare Segesta, 2008
- Zürich - Milano, Baden, Lars Müller Publishers, 2007
- Design Education, Milano, Abitare Segesta, 2006
- LightWorks, Bolzano, UniPress, 2006
- Design & Politik (insieme a Kerstin Stutterheim), collana 'querfeldein' vol. 1, Würzburg 2005
- intégral ruedi baur et associés, Parigi, Pyramyd ntcv, 2003
- Michele De Lucchi, Monaco di Baviera, DVA, 2001
- La lampada Tizio di Richard Sapper, Francoforte sul Meno, Verlag form, 1997
- Il doppio e di più, Baden, Lars Müller Publishers, 1996
- Lucius Burckhardt - Design ist unsichtbar, Hatje Cantz, Ostfildern 1995
- Ettore Sottsass jr., Tübingen/Berlino, Wasmuth, 1993

## Pubblicazioni online
- Design research: aprire una disciplina a prospettive ed esigenze degli altri, SocialDesignZine, Firenze 2008
- Videointervista su "Design Research oggi" Archiviato il 5 gennaio 2009 in Internet Archive., Design Research Map, Milano 2008
- Condividere progetti, SocialDesignZine, Firenze 2008
- Risultati del convegno "Design Research", tratto dal portale turco-americano www.dexigner.com, 2007
- Chi scrive la storia della cultura materiale?, A-temporary | Observations & Admissions, Milano 2006
- Recensione del libro 'Design Education'[collegamento interrotto], tratto dal portale www.design-italia.it, Milano 2006
- Ettore Sottsass. Esistenzialismo progettuale[collegamento interrotto], aus domusWeb, Mailand 2005
- Raimund Abraham, architetto austro-americano, tratto dall'online magazine giapponese SHIFT, 2002
- Funzione, costruzione, espressione[collegamento interrotto], in: “Iter” no. 5, Roma, Treccani, 1999

| Controllo di autorità | VIAF (EN) 50129803 · ISNI (EN) 0000 0001 2279 767X · LCCN (EN) n94031699 · GND (DE) 123236185 · BNF (FR) cb14483471d (data) · CONOR.SI (SL) 139214691 |